# Маковиевка
Маковиевка (укр. Маковіївка) — село в Кетрисановской сельской общине Кропивницкого района Кировоградской области Украины.
До 2020 года входило в Бобринецкий район
Население по переписи 2001 года составляло 122 человека. Почтовый индекс — 27254. Телефонный код — 5257. Занимает площадь 0,323 км². Код КОАТУУ — 3520881202.